# La canzone di Frank Sinatra/4 colpi per Petrosino
La canzone di Frank Sinatra/4 colpi per Petrosino è un singolo del cantante italiano Fred Bongusto pubblicato settembre 1972 dall'etichetta discografica Ri-Fi, estratto dall'album Alfredo Antonio Carlo Bongusto. Il lato B è la sigla dello sceneggiato televisivo Joe Petrosino.

## Il disco
Il retro del singolo, 4 colpi per Petrosino, è la sigla di chiusura Joe Petrosino diretto da Daniele D'Anza e interpretato da Adolfo Celi.
Del disco esiste una sola edizione, pubblicata da Ri-Fi in 7" con numero di catalogo RFN NP 16502.

## Tracce
1. La canzone di Frank Sinatra – 3:50 (Fred Bongusto)
2. 4 colpi per Petrosino – 2:56 (Daniele D'Anza, Lucio Mandarà, Pino Calvi, Romolo Grano)

Durata totale: 6:46